# Alī Sāmī Šīrāzī

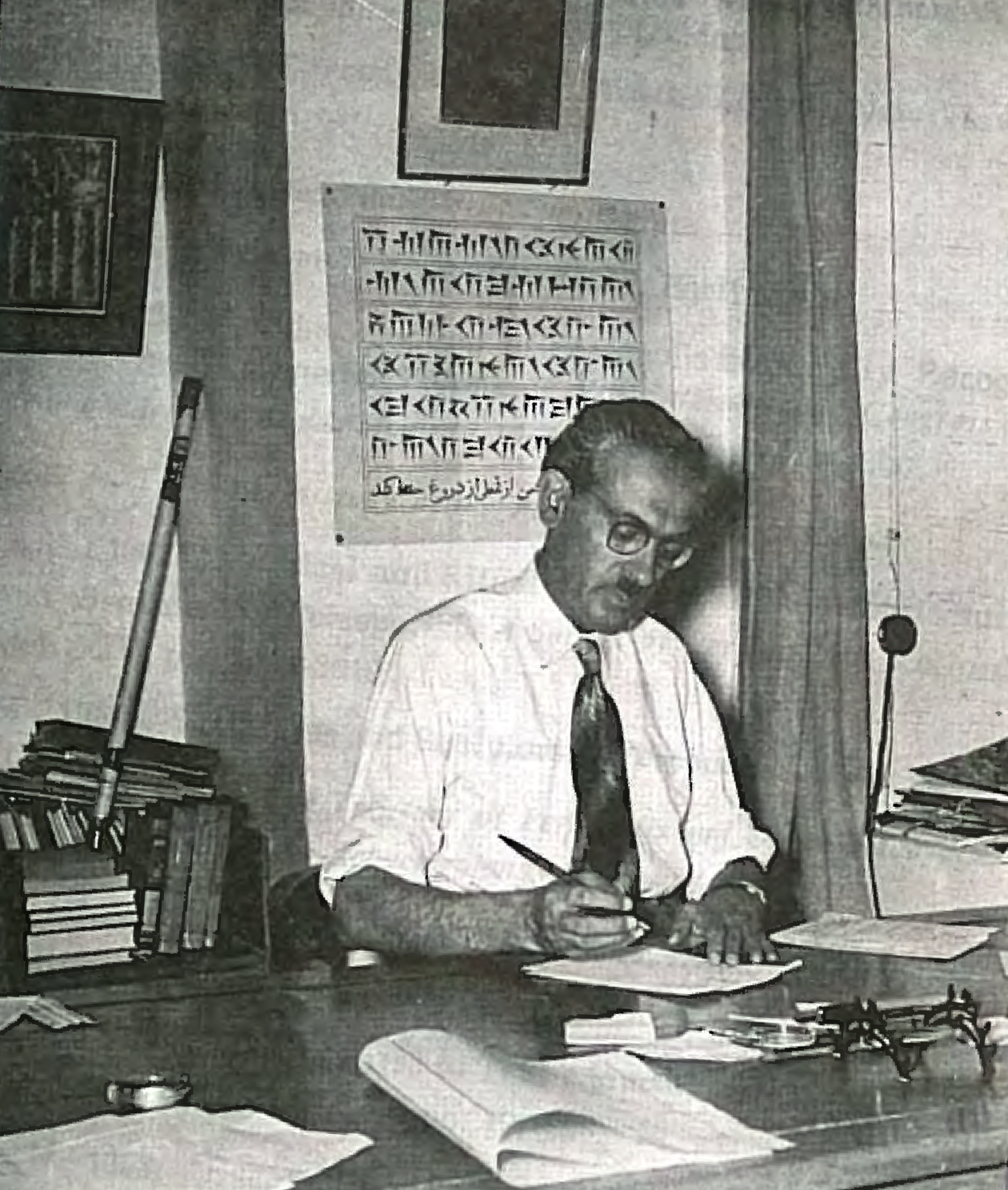
Alī Sāmī Šīrāzī in seinem Büro in den 1960er Jahren

Alī Sāmī Šīrāzī (persisch علی سامی شیرازی), meist Ali Sami (* 1910 in Schiras; † 16. August 1989 ebenda), war ein iranischer Archäologe, Direktor des archäologischen Instituts in Persepolis von 1941 bis 1961 und Professor für altorientalische Zivilisationen in Schiras.

## Leben
Ali Sami wurde 1910 in Schiras geboren. Sein Vater, Aqā Bozorg Sami, war Lehrer der persischen und arabischen Literatur. Nach dem Studium der persischen Literatur und Geschichte war Ali Sami als Lehrer in Schiras tätig. Danach war er an der Restaurierung und dem Bau von verschiedenen Gebäuden in Schiras beteiligt, zuerst unter der Leitung von André Godard und später unter Mohammad Taqi Mustafavi. Dazu gehören das Grab von Hafis, die große Moschee und das Pars-Museum. Nach dem Rückzug des Oriental Institute der University of Chicago 1939 aus Persepolis begann er dort seine archäologischen Arbeit und war von 1941 bis 1961 Direktor des archäologischen Instituts von Persepolis. Ab 1962 wurde er Professor für altorientalische Zivilisationen an der Pahlavi-Universität in Schiras.

## Schriften (Auswahl)
- Persepolis (Takht-i-Jamshid). Übersetzt von Ralph Norman Sharp. 5. Auflage. Schiras 1967.
- Pasargadae, the oldest imperial capital of Iran. Übersetzt von Ralph Norman Sharp. Schiras 1956.
- Shiraz: the city of the poets Sa’adi and Háfez, the city of flowers and nightingales. Übersetzt von Ralph Norman Sharp. Schiras 1958.